# 16102 Баршеннон
16102 Баршеннон (16102 Barshannon) — астероїд головного поясу, відкритий 4 листопада 1999 року.
Тіссеранів параметр щодо Юпітера — 3,510.